# Color 20
Der Color 20 war der erste Farbfernseher der DDR, entwickelt vom Zentrallabor für Rundfunk- und Fernsehempfangstechnik (Dresden) und gebaut ab 1969 vom Hersteller RFT in Staßfurt zum zwanzigsten Jahrestag der Republik am 7. Oktober 1969, mit dem auch in der DDR das Farbfernsehen eingeführt wurde. 

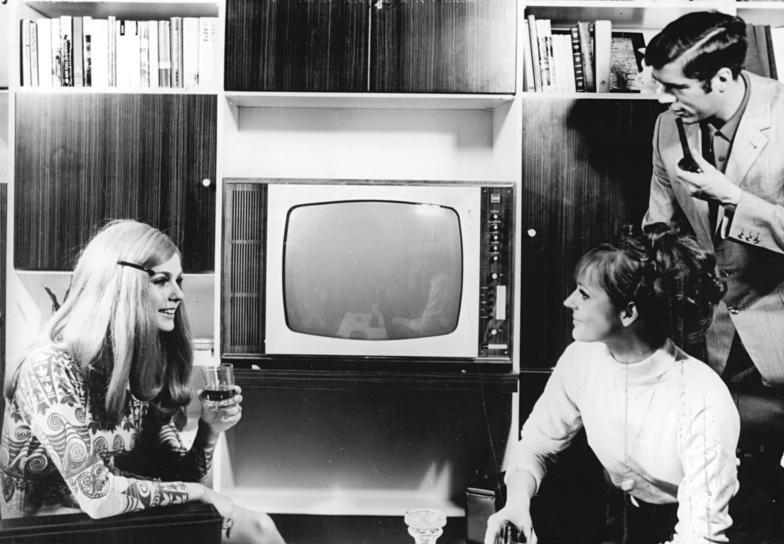
Farbfernsehgerät „Color 20“
VEB Fernsehgerätewerk Staßfurt, DDR 1969

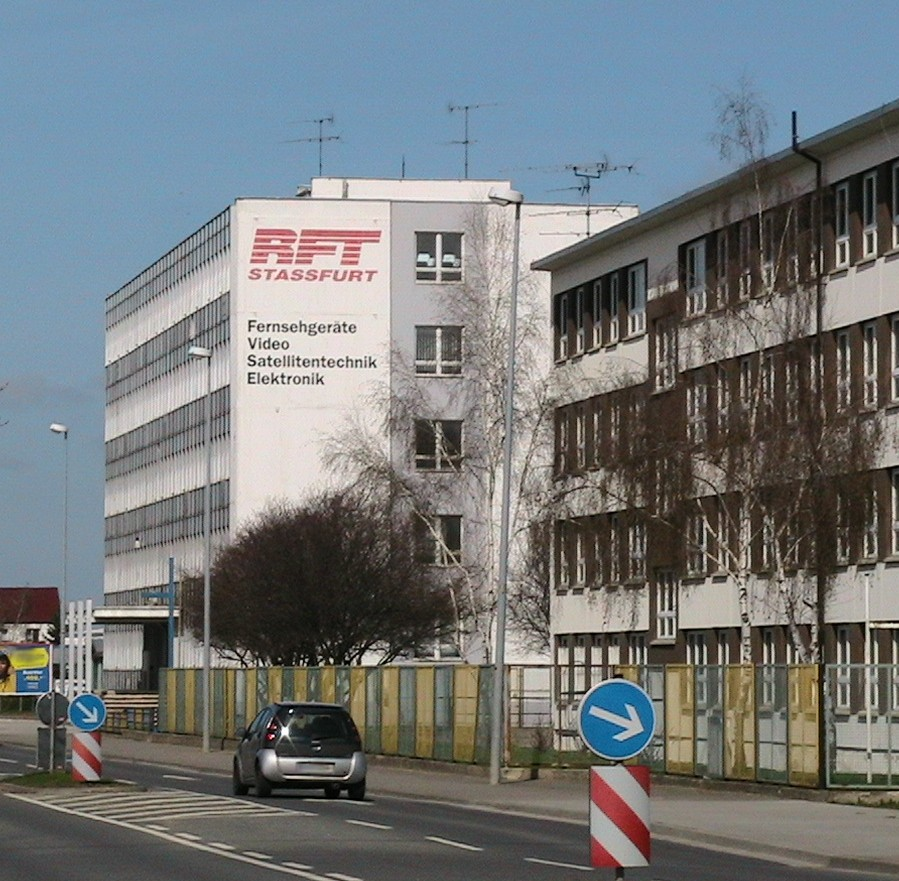
RFT in Staßfurt

Während in Westdeutschland zu diesem Zeitpunkt ausschließlich Farbfernseher mit Elektronenröhren zur Verfügung standen, war der Color 20 als eines der ersten Farbfernsehgeräte volltransistorisiert (bis auf die Bildröhre und drei Hochspannungs-Gleichrichter EY51 bei den ersten Geräten) und besaß damit eine niedrigere Leistungsaufnahme als die mit Röhren bestückten Geräte (ca. 160 Watt gegenüber 280 bis zu 350 Watt bei vergleichbaren westdeutschen Geräten). Die Bildschirmdiagonale betrug 59 cm, und der Apparat war für die Farbnorm SECAM ausgelegt. Der Preis im Einzelhandel der DDR lag bei 3700 Mark. Sendungen des Westfernsehens in PAL konnten nur mit einer Decodernachrüstung farbig empfangen werden.
Die eingebaute sowjetische Farbbildröhre 59LK3Z, die auch in den sowjetischen Raduga- und Rubin-Farbfernsehern eingesetzt wurde, war bekannt für ihre Störanfälligkeit. Durch Hochspannungsüberschläge im Inneren drangen hin und wieder Überspannungen in das Gerät ein, durch die besonders die Farbvideoendstufen Schaden nahmen. Als Ersatz für die sowjetische Farbbildröhre wurden später die westdeutsche A56-120X oder japanische Bildröhren eingebaut, soweit sie verfügbar waren. 
Nachfolger des Color 20 waren der Color 21 (1973) Color 22 (1975). 1976 kam mit dem Chromat die Nachfolgegeneration mit einem völlig neuen Chassis auf den Markt. Später wurden die Geräte teilweise mit PAL-Dekoder ab Werk geliefert. Die letzten Geräte dieser Serie mit den anfälligen russischen Bildröhren waren die Novamat/Novatron.
Mit dem Color 40 (1989) gab es ein Gerät zum 40. Jahrestag der Republik, welches jedoch bis auf eine Ähnlichkeit in der Bezeichnung nichts mit dem Color 20 gemeinsam hat. Die Color 40 hatten in der ersten Ausführung Kabeltuner, Fernbedienung und eine japanische 67-cm-Präzisions-Inline-Bildröhre (A63NCQ00X08), jedoch weder Videotext, SCART noch Stereo-Empfang. SCART und Videotext waren jedoch problemlos nachrüstbar und wurden in späteren Versionen direkt ab Werk eingebaut, eine Stereo-Version wurde nur für den Export gefertigt und kann als Prototyp in Serienfertigung angesehen werden. Alle Modelle kamen vom Volkseigenen Betrieb VEB Fernsehgerätewerk Staßfurt, einem RFT-Betrieb.